# 양건 (조위)
양건(梁虔, ? ~ ?)은 중국 삼국 시대 위나라, 촉나라의 정치인이다. 위나라 천수군의 관리였는데 제갈량의 제1차 북벌 때 촉나라로 귀순하였다.

## 생애
228년(건흥 6년), 위나라 천수군에서 주기(主記)로 근무하고 있었다. 옹주자사 곽회가 서현(西縣)부터 기현(冀縣)의 낙문(洛門, 雒門)에 이르기까지 천수군을 순찰하였다. 천수태수 마준이 중랑(中郞) 강유, 공조(功曹) 양서, 주부(主簿) 윤상, 주기 양건 등을 거느리고 곽회를 수행하였다. 공교롭게도 이때 촉나라의 승상 제갈량이 기산(祁山)으로 침입하였다. 여러 현들도 이에 호응하였다. 곽회는 급히 상규현(上邽縣)으로 달려갔다. 마준이 생각하기에 천수군의 치소인 기현은 서쪽에 치우쳐있고 그 주민들도 난을 반길까 염려해 곽회를 따라가려 하였다. 강유가 응당 기현으로 복귀해야 한다고 했지만 마준은 강유 등도 딴마음을 가졌을 거라 의심해 밤중에 몰래 상규로 빠져나갔다. 강유 등이 뒤늦게야 마준을 쫓아갔으나 성문이 이미 폐쇄되어 들어갈 수 없었다. 이후 촉나라에 투항하였다. 관직은 대장추(大長秋)에 이르렀으며 촉한이 망하기 전에 죽었다.

## 삼국지연의
사서가 아닌 소설 《삼국지연의》에서는 양서의 동생으로 설정되었으며 제92회에 천수군의 주기로 첫 등장한다. 제93회, 제갈량이 천수태수 마준을 남안군으로 꾀어내 천수성을 취하려 한다. 강유가 이를 역이용하는 계책을 올려 강유는 복병이 되고 마준과 양건은 떠나는 척한다. 계략이 성공한 줄 알고 성을 습격한 조운을 마준·강유·양건이 협공해 패퇴시킨다. 직접 온 제갈량도 마준·강유·양건·윤상이 네 갈래에서 기습해 물리친다. 이번엔 제갈량이 기현과 상규로 군을 나누어 보낸다. 강유가 기현을, 양건이 상규를 각각 3,000명으로 지킨다. 제갈량은 모략을 부려 강유가 촉나라에 항복했다고 오인하게 만든 후 기성을 함락한다. 도망온 강유를 천수의 마준도, 상규의 양건도 성안으로 들여보내지 않는다. 갈 곳이 없어진 강유는 진짜로 촉에 투항한다. 강유는 천수성에 내분을 유도해 양서와 윤상을 투항시킨다. 양건은 형 양서의 권유에 따라 항복해 상규현령에 임명된다. 이후로는 등장하지 않는다.

## 참고 문헌
- 《삼국지》44권 촉서 제14 장완비의강유전 강유전
- 어환(魚豢), 《위략》 ; 배송지 주석, 《삼국지》44권 촉서 제14 강유에서 인용